# John Law (socioloog)
John Law (16 mei 1946) is een Brits socioloog, die zich vooral bezighoudt met wetenschapssociologie en kennissociologie. Hij was verbonden met The Open University en eerder met de Keele-universiteit en Lancaster-universiteit. Law is, naast Bruno Latour en Michel Callon, een van de voornaamste vertegenwoordigers van de actor-netwerktheorie (ANT). ANT verwijst naar een benadering binnen de sociale wetenschappen die de maatschappij analyseert als netwerken waarin zowel menselijke en sociale fenomenen, alsook niet-menselijke fenomenen worden opgenomen. Objecten en (sociale) feiten bestaan volgens deze benadering maar zolang het achterliggende netwerk stabiel en overeind blijft. 
In zijn boek After Method (2004), waarvan de titel een allusie is op Against Method (1975) van Paul Feyerabend, stelt Law dat de onderzoeksmethoden binnen sociale wetenschappen niet enkel dienen om de sociale werkelijkheid te beschrijven, maar dat deze methodes de sociale werkelijkheid ook actief mee vormgeven. In die zin zijn onderzoeksmethoden nooit politiek neutraal, maar behelzen ze altijd al politieke keuzes over in welke sociale werkelijkheid we (willen) leven. De notie van 'performativiteit' speelt hier voor Law een cruciale rol. Juist zoals performatieve werkwoorden niet simpelweg de wereld beschrijven, maar haar actief mee vormgeven (zoals 'ik beloof het je' niet enkel de belofte beschrijft, maar die ook tot stand brengt), beschrijven de sociale onderzoeksmethoden niet simpelweg de wereld, maar brengen deze in zekere zin ook mee tot stand. Een enquête benadert personen bijvoorbeeld als individuen met een eigen persoonlijke mening en zet mensen, media en overheid ook aan om een persoon te benaderen als individu (en de rol van iets als collectieven bijvoorbeeld te negeren). Verder stelt Law ook dat de meeste methodologieën die in vandaag de dag dominant zijn te zeer gefixeerd zijn op precisie en duidelijkheid. Zo wordt er geen rekening gehouden met de mogelijkheid dat vele van de sociale fenomenen misschien wel eerder vloeibaar en onstabiel zijn van karakter en dus niet te vatten zijn volgens deze klassieke methoden.
Law publiceert en werkt vaak samen met Annemarie Mol en zijn huidige interesse gaat vooral uit naar postkoloniale kennis, de performativiteit van onderzoeksmethoden, de relatie tussen cultuur en natuur, alsook de rol van machtsrelaties binnen beleidsvoering. Law focust in zijn werk ook op de ruimtelijke dimensies van deze vraagstukken en stelt bijvoorbeeld dat de euclidische ruimte waarvan men normaal vertrekt niet zomaar gegeven is, maar steeds actief moet geconstrueerd en stabiel gehouden worden, analoog aan objecten. In deze termen analyseert hij bijvoorbeeld de expansie van Portugal als zeevarende natie in de 16e en 17e eeuw.